# Municipio de Manfred (Minnesota)
El municipio de Manfred (en inglés: Manfred Township) es un municipio ubicado en el condado de Lac qui Parle en el estado estadounidense de Minnesota. En el año 2010 tenía una población de 99 habitantes y una densidad poblacional de 1,14 personas por km².

## Geografía
El municipio de Manfred se encuentra ubicado en las coordenadas 44°51′1″N 96°23′19″O / 44.85028, -96.38861. Según la Oficina del Censo de los Estados Unidos, el municipio tiene una superficie total de 86.59 km², de la cual 85,91 km² corresponden a tierra firme y (0,78 %) 0,67 km² es agua.

## Demografía
Según el censo de 2010, había 99 personas residiendo en el municipio de Manfred. La densidad de población era de 1,14 hab./km². De los 99 habitantes, el municipio de Manfred estaba compuesto por el 90,91 % blancos, el 9,09 % eran de otras razas. Del total de la población el 9,09 % eran hispanos o latinos de cualquier raza.